# 西キュヴェト県
西キュヴェト県（にしキュヴェトけん、Cuvette-Ouest Department）は、コンゴ共和国の県。県都はエウォ。人口は約12万人（2023年国勢調査速報値）。
1995年2月18日にキュヴェト県より分立した。西キュヴェト県は過去何回かエボラ出血熱の流行が見られた。

## 地理
国土の北部に位置し、北東をサンガ県、南東をキュヴェト県、西をガボンと接する。

## 下位行政区画
西キュヴェト県はエウォ、エトンビ、ケレ、ムバマ、ムボモ、オコヨの6郡からなる。